# (7316) Hajdu
(7316) Hajdu (3145 T-2) – planetoida z pasa głównego asteroid okrążająca Słońce w ciągu 4,67 lat w średniej odległości 2,79 j.a. Odkryta 30 września 1973 roku.